# ヒメムヨウラン
ヒメムヨウラン（姫無葉蘭、学名：Neottia acuminata）は、ラン科サカネラン属の地生の多年草。葉は退化して無い。葉緑素をもたない菌従属栄養植物。

## 特徴
外生菌根菌に寄生する。根茎は短く、根は細く多数束生する。茎は太さ1.5-2mmと細く、高さは10-20cm、淡褐色から赤褐色になり、無毛である。葉はなく、茎に3-4個の膜質の鞘状葉がまばらにつき、鞘状葉は長さ2-3cmになり、先は鈍頭になる。
花期は6-8月。花は、茎の上部に総状に10-20個をまばらにつける。花は長さ5mmほどで、淡紅褐色。花の下方の苞葉は長さ1-1.5mm、卵形で膜質、先は鋭頭であるが、花柄に密接して見えにくい。3個の萼片と2個の側花弁は卵状広披針形でほぼ同長、長さ約3mmになり、1脈あり、開出し、先端にかけて反曲する。唇弁は萼片とほぼ同長で、三角状卵形で先は鈍頭、3脈あり、先側は縁が内側にめくれている。蕊柱はごく短く、花粉塊は粉状になる。花が倒立していて咲くため、通常のラン科植物と異なり、唇弁が上方に位置する。

## 分布と生育環境
日本では、北海道、本州の中部地方以北に分布し、亜高山帯の針葉樹林の林床に生育する。世界では、サハリン、ウスリー、カムチャツカ半島、朝鮮半島、台湾、中国大陸からヒマラヤに分布する。

## 名前の由来
和名のヒメムヨウランは、「姫無葉蘭」の意で、牧野富太郎 (1900) による。牧野は、植物学者の大久保三郎が1898年に日光で採集した標本をもとに、この和名をつけた。小さくて無葉であることに由来し、ムヨウラン属 Lecanorchis とは関係はない。
種小名（種形容語）acuminata は、「先が次第にとがる」の意味。

## 種の保全状況評価
絶滅危惧II類 (VU)（環境省レッドリスト）
都道府県のレッドデータ、レッドリストの選定状況は次の通りとなっている。
北海道-絶滅危惧II類(Vu)、栃木県-準絶滅危惧(Cランク)、群馬県-絶滅危惧IA類(CR)、埼玉県-絶滅危惧IA類(CR)、神奈川県-絶滅(EX)、富山県-情報不足、山梨県-絶滅危惧II類(VU)、長野県-絶滅危惧II類(VU)、静岡県-絶滅危惧II類(VU)。

## ギャラリー

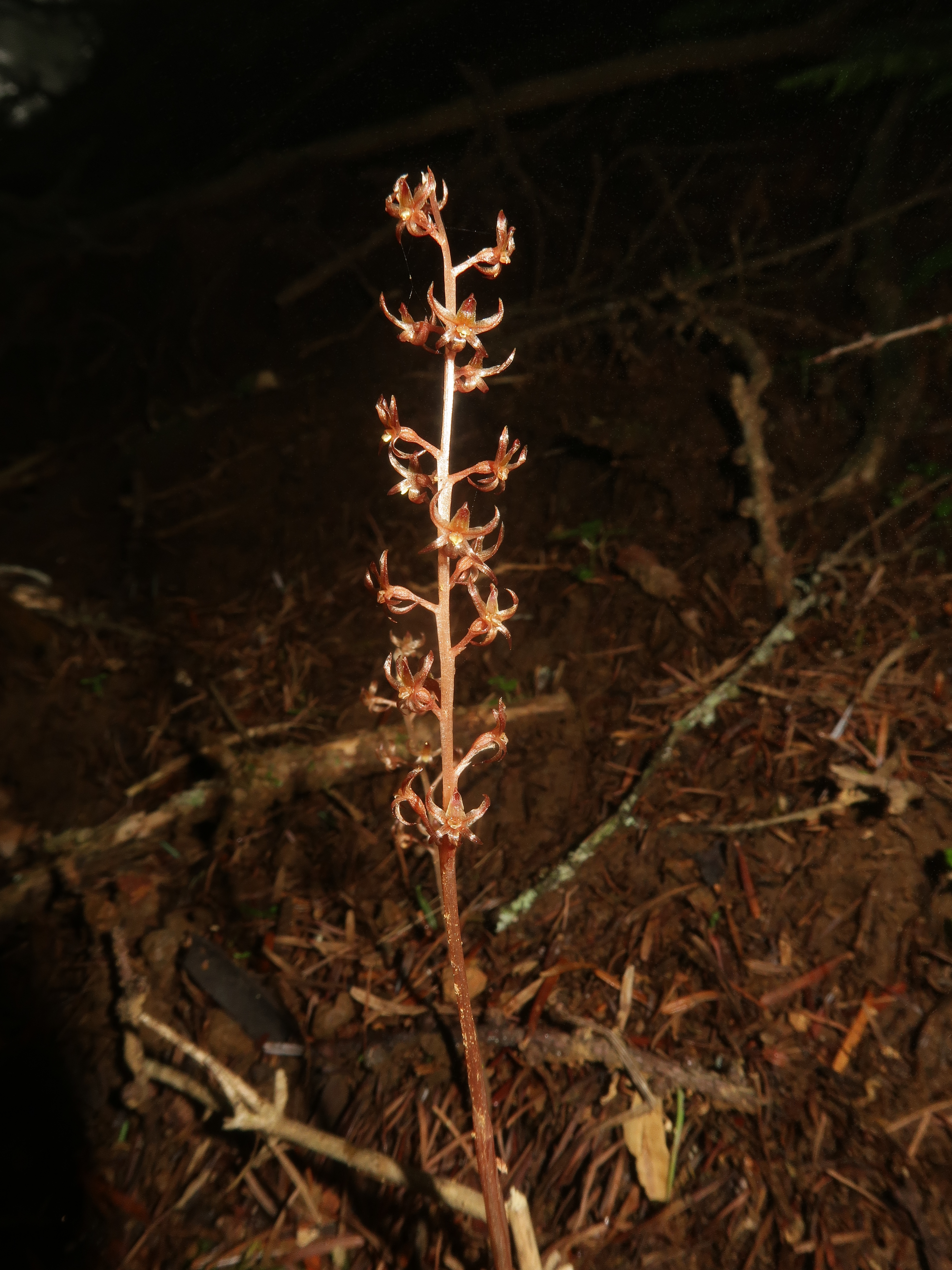
花は、茎の上部に総状に10-20個をまばらにつける。
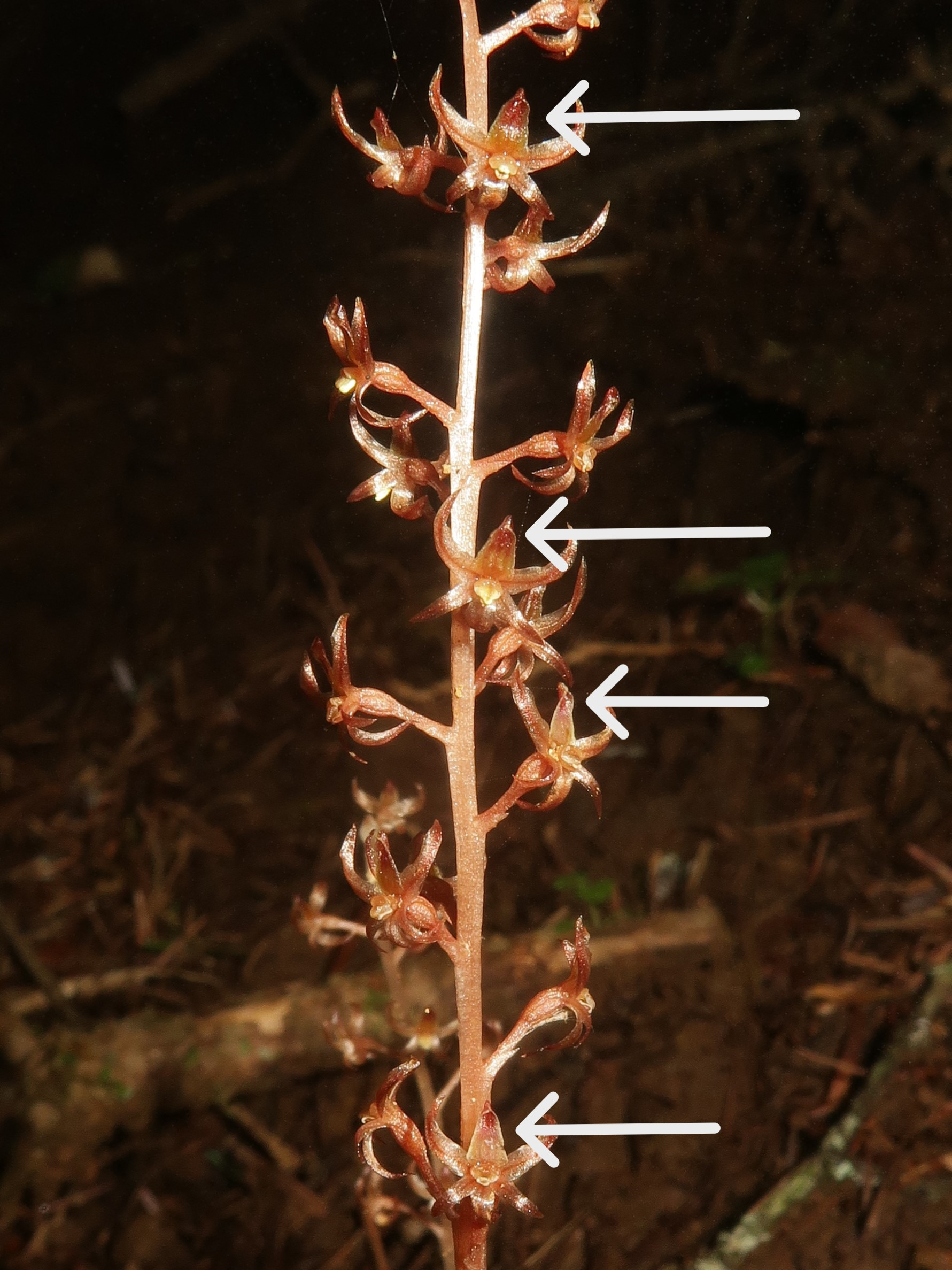
左の拡大。⇐花が倒立していて咲くため、通常のラン科植物と異なり、唇弁が上方に位置する。
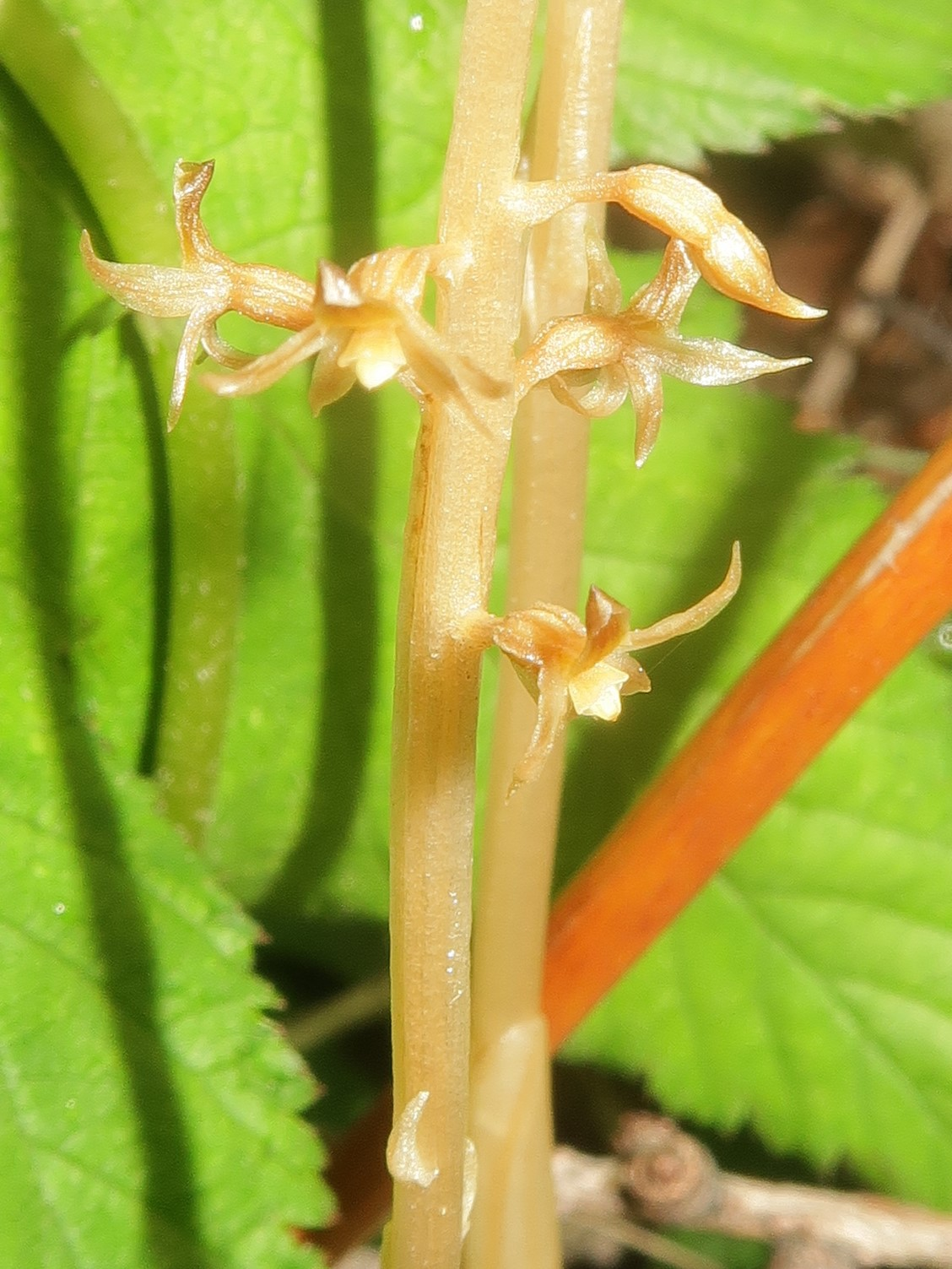
上方に位置する唇弁は三角状卵形になり、先は鈍頭、先側は縁が内側にめくれている。